# Roșia, Bihor
Roșia este satul de reședință al comunei cu același nume din județul Bihor, Crișana, România.

## Personalități
- Gheorghe Ciuhandu (1875-1947), preot, publicist, membru de onoare al Academiei Române.

## Obiective turistice
- Rezervațiile naturale:
- Cheile Albioarei [2]
- Cheile Cuților
- Cheile Lazurilor
  - Peștera Ciurului Ponor (1,0 ha).
  - Peștera Ciurului Izbuc (0,1 ha).
  - Peștera Vacii (0,1 ha)
  - Peștera Grust (0,1 ha)
  - Peștera Farcu (0,1 ha)[2]

## Galerie de imagini

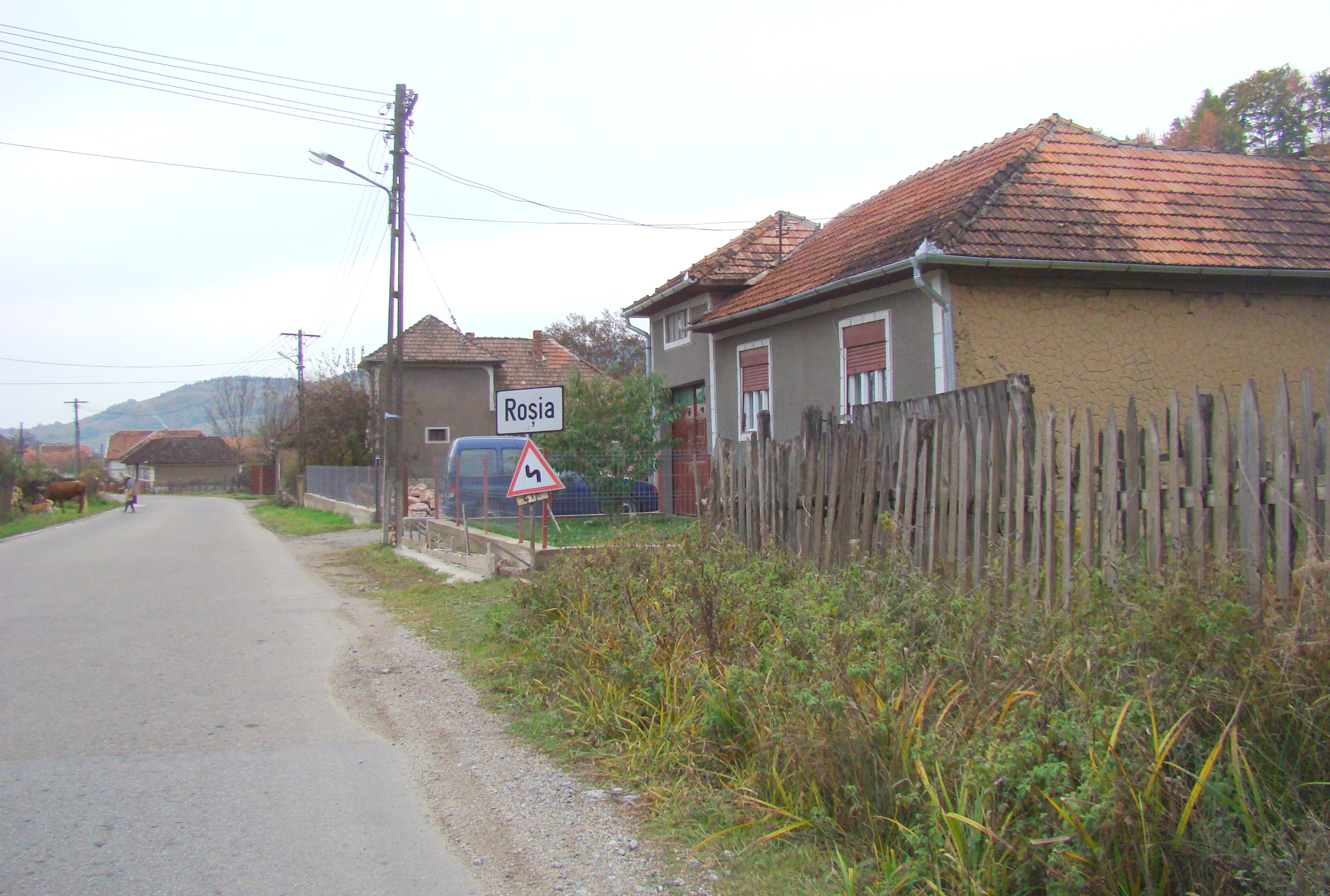
Intrarea în localitate
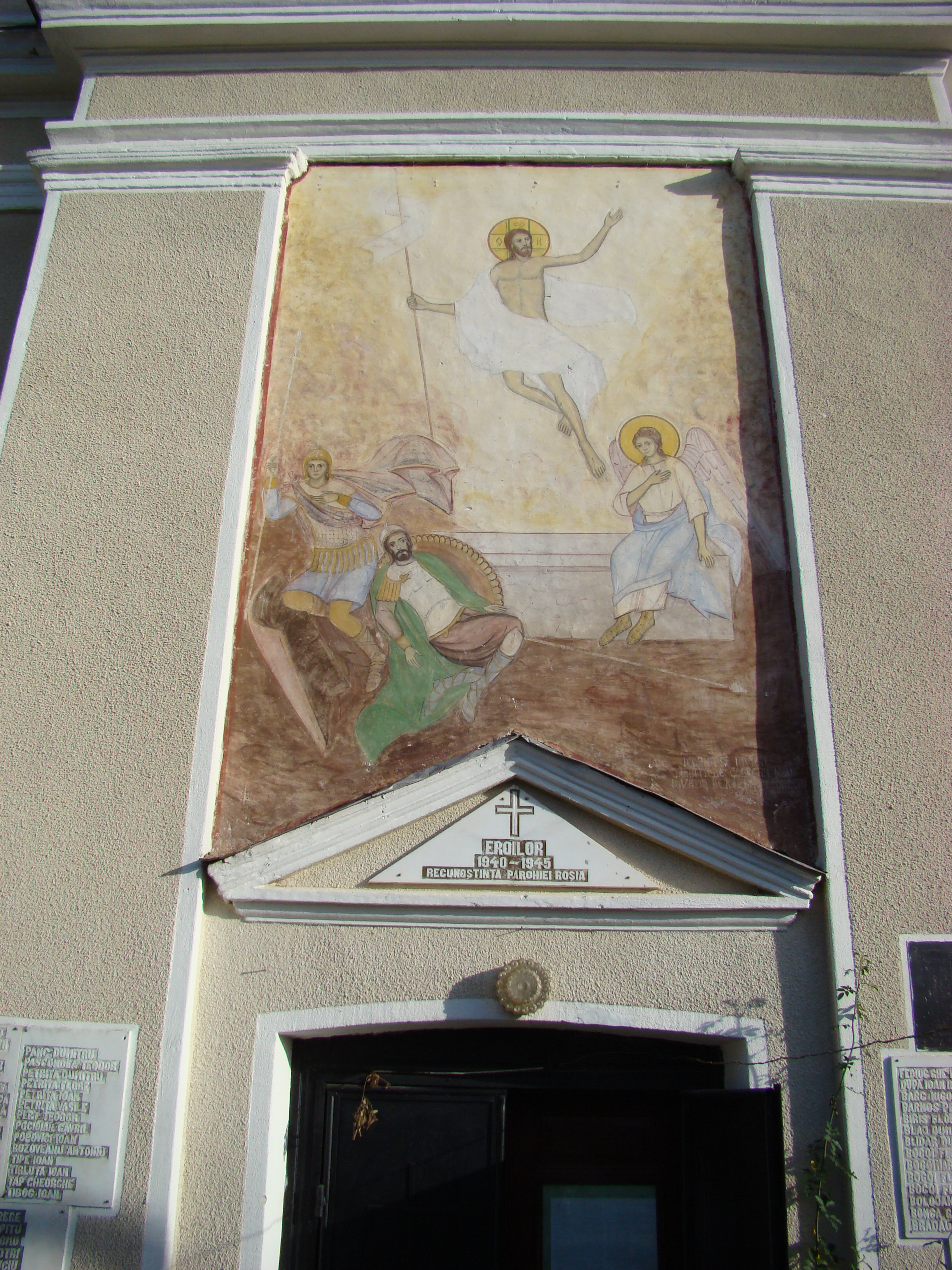